# Krukenîci, Mostîska
Krukenîci (în ucraineană Крукеничі) este localitatea de reședință a comunei Krukenîci din raionul Mostîska, regiunea Liov, Ucraina.

## Demografie
Componența lingvistică a localității Krukenîci
     Ucraineană (98,09%)
     Alte limbi (0,5%)
Conform recensământului din 2001, majoritatea populației localității Krukenîci era vorbitoare de ucraineană (98,09%), existând în minoritate și vorbitori de polonă (1,41%).